# 岳州窑
岳州窑，又称湘阴窑，是分布于湘江下游的一批汉至唐时期青瓷窑址。
汉代开始湘江流域开始形成陶瓷窑业体系，南朝至隋代发展到巅峰。
岳州窑之名，源自唐代陆羽所著《茶经》，被列入六大名窑之一。

## 岳州窑址
岳州窑位置史书并无确切记载。湖南省文物部门在湘阴县湘江两岸发现从东汉时期到宋明时期的青窑遗址26处，其中以百梅窑窑址、青竹寺窑址、马王堪窑址为代表。

### 百梅窑址
百梅窑窑址位于湘阴县樟树镇百梅村马草坡，1996年被公布为省级文物保护单位

### 青竹寺窑址
青竹寺窑址位于湘阴县静河乡青湖村十六组，1996年被公布为省级文物保护单位

### 马王堪窑址
马王墈窑遗址位于湘阴县文星镇马王墈，为现岳州窑遗址博物馆所在地。

## 岳州窑遗址博物馆
岳州窑遗址博物馆建于湖南省湘阴县文星镇马王墈。
1997年抢救性考古发掘出土了大量青瓷器物和匣钵，清理出隋代龙窑一座，其中出土的南朝时期“太官”青瓷碗残片，证明其带有官窑性质 
2003年，遗址上建博物馆。
2010年初，博物馆开辟地下展厅。
2019年，入选第八批全国重点文物保护单位。

## 长沙铜官窑
岳州窑与长沙铜官窑所处地域相近、部分时段的部分瓷器产品特征相近。有学者认为两者各自独立又互相联系，也有学者认为是同一窑口的时间地点不同的发展阶段。